# 양치규
양치규(梁致奎, 1950년 ~ , 제주 제주)는 대한민국의 공무원이다.

## 학력
- 육군사관학교 학사

## 경력
- 국방부 백두사업단장
- 육군본부 무기체계사업단장
- 육군 32사단장 (육군 소장)
- 육군본부 기획관리참모부장
- 방위사업청장

## 참고
| 전임 이선희 | 제3대 방위사업청장 2008년 3월 10일 ~ 2009년 1월 19일 | 후임 변무근 |